# Anirban Lahiri
Anirban Lahiri (8 november 1988) is een professioneel golfer uit Bangalore, India.
Voordat Lahiri in 2007 professional werd, had hij al zes overwinningen als amateur behaald. Hij ging naar de Tourschool en eindigde op de 33ste plaats. Veertig spelers krijgen daar een tourkaart vaar de Aziatische PGA Tour. Ook speelt hij op de PGTI Tour.
In 2009 won hij twee toernooien, en eindigde zeven keer in de top 10 in India; mede daardoor won hij de Order of Merit en kreeg hij de Roles 'Player of the Year Award'. Ook op de Asian Tour kwam hij enkele keren in de top 10.

In 2010 werd hij uitgenodigd om het Singapore Open, het Hong Kong Open en de Dubai Desert Classic te spelen.In 2012 speelde hij het Brits Open, waar hij gedeeld 31ste werd.

## Gewonnen

#### PGTI Tour
- 2009: Haryana Open in Panchkula met 278 (-10)
- 2009: BILT Open met een toernooirecord van -20 (66-65-66-71=268)
- 2011: Aircel PGTI Players Championship (Tollygunge), Aircel PGTI Players Championship (Panchkula), Panasonic Open (India)
- 2012: SAIL-SBI Open (-14)

Aziatische Tour
- 2011: Panasonic Open (India) (-13)
- 2012: SAIL-SBI Open (-14)
- 2013: SAIL-SBI Open (-15)
- 2014: CIMB Niaga Indonesian Masters

Europese Tour
- 2015: Malaysian Open